# 三宅武治
三宅 武治（みやけ たけじ、1943年9月19日 - ）は、日本の詩人。

## 来歴
沖縄県出身。駒澤大学卒業。「青い海」同人。
1981年『限りある生命を』で第31回H氏賞候補となる。翌82年『黒田三郎Ⅰ』、83年『黒田三郎Ⅱ』と3年連続でH氏賞候補。
茨城県文芸祭「現代詩」選者を務める。
著書に「二十歳になるあなたに」「伊東静雄～その人生と詩」など。日本詩人クラブ所属。

## 著書

### 詩集
- 『光と鳩と』葦笛・詩研究会 1966[4]
- 『なつぐみ』葦笛・詩研究会 1967[5]
- 『あのころもいまも』 昭森社 1975
- 『美しい時間』花神社 1978.8
- 『限りある生命を』花神社 1980.12
- 『黒田三郎Ⅰ』思潮社 1981.1
- 『黒田三郎Ⅱ』思潮社 1982.1
- 『黒田三郎Ⅲ』思潮社 1983.1
- 『その年の春ごろに』花神社 1983.7
- 『明るい海へ』花神社 1984.1
- 『汽車に乗って』花神社 1985.8
- 『朝の港』花神社 1989.1[6]

### 研究文献
- 『伊東静雄―その人生と詩』花神社 1982.10[7][8]

## 関連
- 『なかにしあかね歌曲集』カワイ出版（「二十歳になるあなたに」収録）[9][10]